# Инь Жугэн
Инь Жугэ́н (кит. упр. 殷汝耕, пиньинь Yin Rugeng, 1883 — 1 декабря 1947) — китайский политический деятель, коллаборационист.

## Биография
Инь Жугэн был родом из уезда Пинъян (сейчас — территория уезда Цаннань городского округа Вэньчжоу) провинции Чжэцзян. В 1902 году богатый отец отправил его в Японию, где Инь Жугэн стал изучать японский язык и в 1905 году поступил в 1-ю высшую школу Токио (подготовительная школа Токийского императорского университета). На следующий год он поступил в 7-ю школу военной подготовки. Во время учёбы в Японии Инь Жугэн стал активным членом организации Тунмэнхой, а также женился на японке. По распоряжению лидера Тунмэнхоя — Хуан Сина — Инь Жугэн вернулся в Китай для руководства революционной деятельностью в провинции Хубэй. После образования Китайской Республики Инь Жугэн вступил в Гоминьдан. После участия во 2-й конференции Гоминьдана в 1913 году он решил вернуться в Японию, чтобы продолжить образование в университете Васэда.
Инь Жугэн вернулся в Китай в 1916 году, и поступил на службу к Пекинскому правительству. Он помог организовать Bank of China, и играл активную роль в противостоянии Движению в защиту Конституции. После Чжили-Аньхойской войны он на короткое время бежал в Японию.
Вернувшись в Китай, Инь Жугэн обнаружил, что страна раздирается на части милитаристскими кликами. Он пошёл на службу к генералу Го Сунлину из Фэнтяньской клики, и стал заниматься иностранными делами, однако несколько месяцев спустя Го Сунлин был убит во время попытки восстания против Чжан Цзолиня, и Инь Жугэн опять бежал на японскую территорию.
В 1926 году Инь Жугэн присоединился к Северному походу, и участвовал во взятии Наньчана. Он получил назначение на пост начальника внешних сношений НРА, и отвечал за контакты с Императорской армией Японии. В следующем году, после Шанхайской резни 1927 года, он стал главным секретарём мэра Шанхая Хуан Фу, и вновь отвечал за контакты с японцами. Во время Цзинаньского инцидента 1928 года он был главным представителем с китайской стороны во время переговоров с японцами. После Шанхайского инцидента 1932 года он содействовал подписанию соглашения о прекращении огня.
Когда в 1933 году в соответствии с Перемирием Тангу в провинции Хэбэй была образована демилитаризованная зона, Инь Жугэн стал её комиссаром. Под влиянием генерала Кэндзи Доихара 15 ноября 1935 года он объявил свою администрацию Антикоммунистическим автономным правительством Восточного Цзи, не подчиняющимся правительству в Нанкине.
В июле 1937 года Инь Жугэн в тайне от японцев договорился с гоминьдановским генералом Сун Чжэюанем, что тот поможет Иню избавиться от японской опеки. Однако мятеж в Тунчжоу закончился неудачей, и от казни японцами Инь Жугэна спасло лишь знакомство с лидером японских «правых» Тояма Мицурой. После пяти лет жизни в Японии Инь вернулся в Китай и поступил на службу к коллаборационистскому правительству Ван Цзинвэя, но получил лишь мелкое назначение в провинцию Шаньси. В январе 1944 года ему предоставили пост в правительстве, но Инь Жугэн оказался им неудовлетворён, и ушёл в отставку. В июне он вернулся в Пекин.
После капитуляции Японии Инь Жугэн был арестован властями Китайской республики по обвинению в предательстве китайского народа. На судебном процессе в Нанкине он отрицал все обвинения, заявляя, что действовал из чувства патриотизма. 8 ноября 1947 года Верховный суд приговорил его к смертной казни через расстрел. Приговор был приведён в исполнение в Нанкине 1 декабря 1947 года.